# Печи (Нижегородская область)
Печи — село в Лукояновском районе Нижегородской области на реке Ирса. Входит в состав рабочего посёлка имени Степана Разина.
В селе расположено отделение Почты России (индекс 607837).

## Население
| 2002 | 2010 |
| ---- | ---- |
| 475  | ↘334 |

Национальный состав
Согласно результатам переписи 2002 года, в национальной структуре населения русские составляли 95% из 475 человек.